# Bahiyyih Nakhjavani
Bahiyyih Nakhjavani est une femme de lettres baha'i de nationalité britannique, née en Iran, ayant grandi en Ouganda et ayant effectué ses études secondaires et universitaires en Grande-Bretagne. Son premier roman, la Saccoche (The Saddlebag), paru en anglais en 2000, lui a amené un succès international. Elle a enseigné la littérature en France et en Belgique.
Elle reçoit le titre de docteur honoris causa de l'université de Liège en 2007, aux côtés de cinq autres écrivains internationaux : Paul Auster, Nancy Huston, Alberto Manguel, Haruki Murakami et Antonio Tabucchi.